# 擒拿
擒拿（Grappling）是一种格斗技巧，也是一种基于投掷、绊倒、横扫、缠斗、地面格斗和降服等的全接触格斗运动。
擒拿比赛通常涉及摔倒和地面控制，并且可能在参赛者认输时结束；若比赛时限过后仍未分出胜负，则比赛评委将根据谁控制力更强来决定胜负。
擒拿格斗通常不包括击打或使用武器。然而，一些以擒拿术闻名的格斗武术，同时也会教导击打和使用武器的技巧，这些战术可以与擒拿术互相结合。